# Arpatsivik

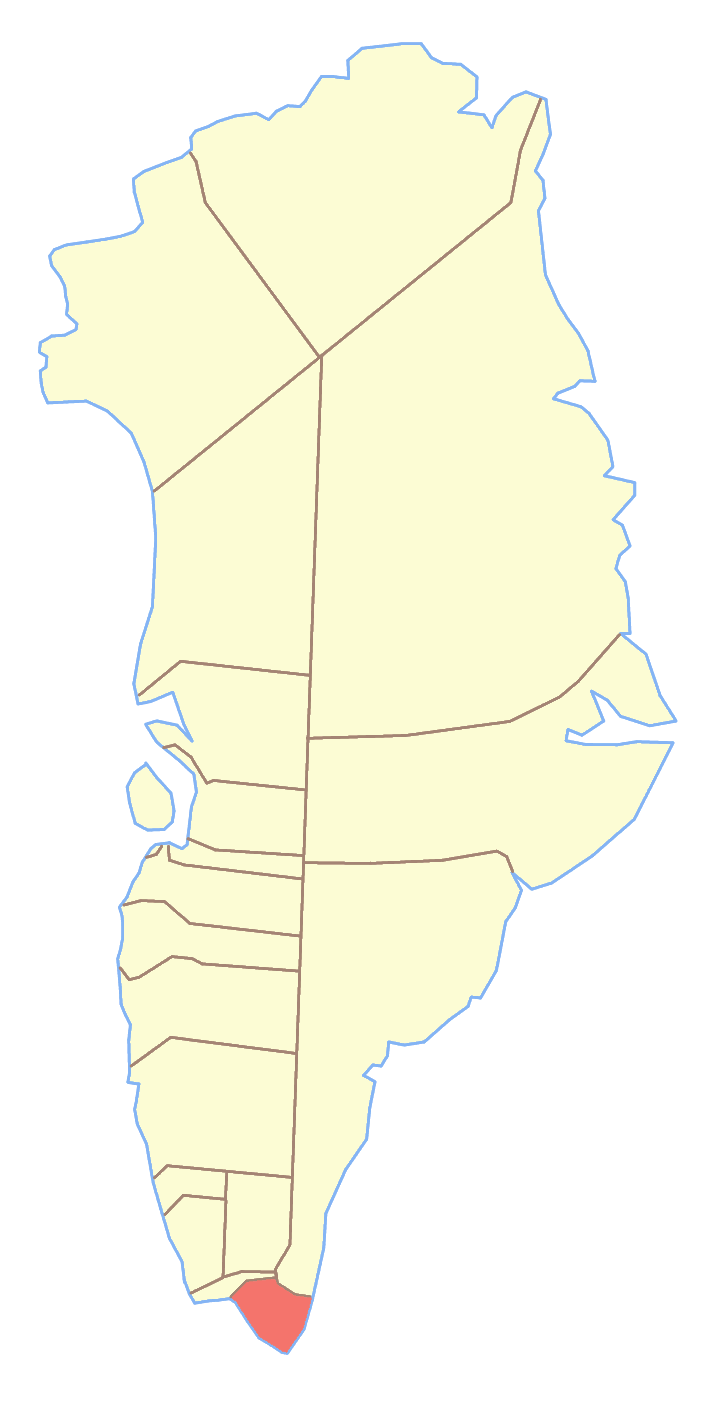
Ex comune di Nanortalik, dove si trovava l'Arpatsivik

L'Arpatsivik è una montagna della Groenlandia di 1152 m. Si trova a 60°19'N 44°48'O; appartiene al comune di Kujalleq.